# Christine Magnusson
Christine Kajumba Magnusson (* 21. November 1964 in Fort Portal, Toro Kingdom, Uganda, verheiratete Christine Gandrup) ist eine ehemalige schwedische Badmintonspielerin.

## Karriere
Höhepunkt ihrer langen und erfolgreichen Laufbahn im Badminton war der Gewinn Europameisterschaft im Damendoppel mit Lim Xiaoqing 1994. Sie gewann des Weiteren zahlreiche nationale Titel und internationale Meisterschaften. Bei Olympia war ihre beste Platzierung jedoch ein 5. Platz.

## Sportliche Erfolge
| Veranstaltung | Saison                                                | Disziplin   | Platz | Name                                                                                          |
| ------------- | ----------------------------------------------------- | ----------- | ----- | --------------------------------------------------------------------------------------------- |
| 1977/1978     | Schweden: Einzelmeisterschaft U15                     | Damendoppel | 1     | Jeanette Kuhl / Christine Magnusson (Täby IS)                                                 |
| 1979/1980     | Schweden: Einzelmeisterschaft U19                     | Dameneinzel | 1     | Christine Magnusson (Täby IS)                                                                 |
| 1979/1980     | Schweden: Einzelmeisterschaft U17                     | Damendoppel | 1     | Maria Bengtsson / Christine Magnusson (BK Smash / Täby IS)                                    |
| 1979/1980     | Schweden: Einzelmeisterschaft U17                     | Dameneinzel | 1     | Christine Magnusson (Täby IS)                                                                 |
| 1980          | Nordische Juniorenmeisterschaften                     | Mixed       | 1     | Jan-Eric Antonsson / Christine Magnusson                                                      |
| 1980/1981     | Schweden: Einzelmeisterschaft U19                     | Dameneinzel | 1     | Christine Magnusson (Täby IS)                                                                 |
| 1980/1981     | Schweden: Einzelmeisterschaft U19                     | Damendoppel | 1     | Maria Bengtsson / Christine Magnusson (MBK / Täby IS)                                         |
| 1980/1981     | Schweden: Einzelmeisterschaft U17                     | Damendoppel | 1     | Christine Magnusson / Jeanette Kuhl (Täby IS)                                                 |
| 1980/1981     | Schweden: Einzelmeisterschaft U17                     | Dameneinzel | 1     | Christine Magnusson (Täby IS)                                                                 |
| 1981          | Europameisterschaft der Junioren                      | Damendoppel | 2     | Christine Magnusson / Maria Bengtsson                                                         |
| 1981          | UdSSR Internationale Meisterschaften                  | Dameneinzel | 1     | Christine Magnusson                                                                           |
| 1981          | UdSSR Internationale Meisterschaften                  | Damendoppel | 1     | Christine Magnusson / Maria Bengtsson                                                         |
| 1981          | Nordische Juniorenmeisterschaften                     | Damendoppel | 1     | Maria Bengtsson / Christine Magnusson                                                         |
| 1981/1982     | Schweden: Einzelmeisterschaft U19                     | Damendoppel | 1     | Maria Bengtsson / Christine Magnusson (MBK / Täby IS)                                         |
| 1981/1982     | Schweden: Einzelmeisterschaft                         | Damendoppel | 1     | Maria Bengtsson / Christine Magnusson (Malmö BMK / Täby BMF)                                  |
| 1981/1982     | Schweden: Einzelmeisterschaft U19                     | Dameneinzel | 1     | Christine Magnusson (Täby IS)                                                                 |
| 1982          | Island: Einzelmeisterschaften                         | Mixed       | 1     | Broddi Kristjánsson / Kristina Magnusdottir                                                   |
| 1982          | Nordische Juniorenmeisterschaften                     | Damendoppel | 1     | Maria Bengtsson / Christine Magnusson                                                         |
| 1982          | Europameisterschaft                                   | Dameneinzel | 3     | Christine Magnusson                                                                           |
| 1982/1983     | Schweden: Einzelmeisterschaft U19                     | Damendoppel | 1     | Jeanette Kuhl / Christine Magnusson (Täby IS / BKC)                                           |
| 1982/1983     | Schweden: Einzelmeisterschaft                         | Damendoppel | 1     | Maria Bengtsson / Christine Magnusson (Malmö BMK / BKC)                                       |
| 1982/1983     | Schweden: Einzelmeisterschaft                         | Dameneinzel | 1     | Christine Magnusson (BKC)                                                                     |
| 1982/1983     | Schweden: Einzelmeisterschaft U19                     | Dameneinzel | 1     | Christine Magnusson (BKC)                                                                     |
| 1982/1983     | Schweden: Einzelmeisterschaft                         | Mixed       | 1     | Thomas Kihlström / Christine Magnusson (BKC)                                                  |
| 1983          | Nordische Juniorenmeisterschaften                     | Dameneinzel | 1     | Christine Magnusson                                                                           |
| 1983          | Europameisterschaft der Junioren                      | Damendoppel | 2     | Christine Magnusson / Jeanette Kuhl                                                           |
| 1983          | Europameisterschaft der Junioren                      | Mixed       | 2     | Stellan Österberg / Christine Magnusson                                                       |
| 1983          | Europameisterschaft der Junioren                      | Dameneinzel | 2     | Christine Magnusson                                                                           |
| 1983          | Nordische Meisterschaften                             | Damendoppel | 1     | Maria Bengtsson / Christine Magnusson                                                         |
| 1983/1984     | Schweden: Einzelmeisterschaft                         | Damendoppel | 1     | Maria Bengtsson / Christine Magnusson (BK Aura / BKC)                                         |
| 1983/1984     | Schweden: Einzelmeisterschaft                         | Mixed       | 1     | Thomas Kihlström / Christine Magnusson (BKC)                                                  |
| 1983/1984     | Schweden: Einzelmeisterschaft                         | Dameneinzel | 1     | Christine Magnusson (BKC)                                                                     |
| 1984          | Europameisterschaft                                   | Damendoppel | 3     | Maria Bengtsson / Christine Magnusson                                                         |
| 1984/1985     | Schweden: Einzelmeisterschaft                         | Dameneinzel | 1     | Christine Magnusson (BKC)                                                                     |
| 1984/1985     | Schweden: Einzelmeisterschaft                         | Damendoppel | 1     | Maria Bengtsson / Christine Magnusson (BK Aura / BKC)                                         |
| 1984/1985     | Schweden: Einzelmeisterschaft                         | Mixed       | 1     | Thomas Kihlström / Christine Magnusson (BKC)                                                  |
| 1985          | Nordische Meisterschaften                             | Dameneinzel | 1     | Christine Magnusson                                                                           |
| 1985          | Scottish Open                                         | Dameneinzel | 1     | Christine Magnusson                                                                           |
| 1985/1986     | Schweden: Einzelmeisterschaft                         | Damendoppel | 1     | Maria Bengtsson / Christine Magnusson (BK Aura / BKC)                                         |
| 1985/1986     | Schweden: Einzelmeisterschaft                         | Mixed       | 1     | Thomas Kihlström / Christine Magnusson (BKC)                                                  |
| 1986          | Europameisterschaft                                   | Dameneinzel | 3     | Christine Magnusson                                                                           |
| 1986          | Schottland: Internationale Meisterschaften            | Dameneinzel | 1     | Christine Magnusson                                                                           |
| 1986          | Europameisterschaft                                   | Damendoppel | 3     | Maria Bengtsson / Christine Magnusson                                                         |
| 1986          | Europameisterschaft                                   | Mixed       | 3     | Thomas Kihlström / Christine Magnusson                                                        |
| 1986/1987     | Schweden: Einzelmeisterschaft                         | Damendoppel | 1     | Maria Bengtsson / Christine Magnusson (BK Aura / BKC)                                         |
| 1986/1987     | Schweden: Einzelmeisterschaft                         | Mixed       | 1     | Thomas Kihlström / Christine Magnusson (BKC)                                                  |
| 1986/1987     | Schweden: Einzelmeisterschaft                         | Dameneinzel | 1     | Christine Magnusson (BKC)                                                                     |
| 1987          | Niederlande: Internationale Meisterschaften           | Damendoppel | 1     | Christine Magnusson / Maria Bengtsson                                                         |
| 1987/1988     | Schweden: Einzelmeisterschaft                         | Mixed       | 1     | Thomas Kihlström / Christine Magnusson (Spårvägen)                                            |
| 1987/1988     | Schweden: Einzelmeisterschaft                         | Damendoppel | 1     | Maria Bengtsson / Christine Magnusson (BK Aura / Spårvägen)                                   |
| 1987/1988     | Belgien: Internationale Meisterschaften               | Dameneinzel | 1     | Christine Magnusson                                                                           |
| 1987/1988     | Schweden: Einzelmeisterschaft                         | Dameneinzel | 1     | Christine Magnusson (Spårvägen)                                                               |
| 1988          | Europameisterschaft                                   | Damendoppel | 3     | Maria Bengtsson / Christine Magnusson                                                         |
| 1988          | Europameisterschaft                                   | Dameneinzel | 3     | Christine Magnusson                                                                           |
| 1988          | Schottland: Internationale Meisterschaften            | Dameneinzel | 1     | Christine Magnusson                                                                           |
| 1988/1989     | Schweden: Einzelmeisterschaft                         | Damendoppel | 1     | Maria Bengtsson / Christine Magnusson (BK Aura / Spårvägen)                                   |
| 1988/1989     | Schweden: Einzelmeisterschaft                         | Dameneinzel | 1     | Christine Magnusson (Spårvägen)                                                               |
| 1988/1989     | Belgien: Internationale Meisterschaften               | Damendoppel | 1     | Christine Magnusson / Maria Bengtsson                                                         |
| 1989          | Weltmeisterschaft                                     | Damendoppel | 3     | Maria Bengtsson / Christine Magnusson                                                         |
| 1989/1990     | Schweden: Einzelmeisterschaft                         | Dameneinzel | 1     | Christine Magnusson (Spårvägen)                                                               |
| 1989/1990     | Schweden: Einzelmeisterschaft                         | Damendoppel | 1     | Maria Bengtsson / Christine Magnusson (BK Aura / Spårvägen)                                   |
| 1990          | England: Internationale Meisterschaften – All England | Damendoppel | 3     | Maria Bengtsson / Christine Magnusson                                                         |
| 1990          | Europameisterschaft                                   | Dameneinzel | 3     | Christine Magnusson                                                                           |
| 1990          | Finnish International                                 | Damendoppel | 1     | Christine Magnusson / Maria Bengtsson                                                         |
| 1990          | Europameisterschaft                                   | Damendoppel | 3     | Maria Bengtsson / Christine Magnusson                                                         |
| 1990/1991     | Deutschland: Internationale Meisterschaften           | Damendoppel | 1     | Christine Magnusson / Lim Xiaoqing                                                            |
| 1991          | Schottland: Internationale Meisterschaften            | Damendoppel | 1     | Christine Magnusson / Lim Xiaoqing                                                            |
| 1991          | Weltmeisterschaft                                     | Damendoppel | 2     | Maria Bengtsson / Christine Magnusson                                                         |
| 1991/1992     | Deutschland: Internationale Meisterschaften           | Damendoppel | 1     | Christine Magnusson / Lim Xiaoqing                                                            |
| 1992          | Europameisterschaft                                   | Damendoppel | 1     | Christine Magnusson / Lim Xiaoqing                                                            |
| 1992          | Nordische Meisterschaften                             | Dameneinzel | 1     | Christine Magnusson                                                                           |
| 1992          | Nordische Meisterschaften                             | Damendoppel | 1     | Christine Magnusson / Lim Xiaoqing                                                            |
| 1992          | US Open                                               | Damendoppel | 1     | Lim Xiaoqing / Christine Magnusson                                                            |
| 1992          | Schottland: Internationale Meisterschaften            | Damendoppel | 1     | Christine Magnusson / Lim Xiaoqing                                                            |
| 1992/1993     | Dänemark: Internationale Meisterschaften              | Damendoppel | 1     | Lim Xiaoqing / Christine Magnusson                                                            |
| 1992/1993     | Schweden: Einzelmeisterschaft                         | Damendoppel | 1     | Lim Xiaoqing / Christine Magnusson (BK Aura / Täby BMF)                                       |
| 1993          | Schweiz: Internationale Meisterschaften – Swiss Open  | Dameneinzel | 3     | Christine Magnuson                                                                            |
| 1993          | Schweiz: Internationale Meisterschaften – Swiss Open  | Damendoppel | 3     | Lim Xiaoqing / Christine Magnuson                                                             |
| 1993          | World Cup                                             | Damendoppel | 1     | Lim Xiaoqing / Christine Magnusson                                                            |
| 1993          | Malaysian Open                                        | Damendoppel | 1     | Lim Xiaoqing / Christine Magnusson                                                            |
| 1993/1994     | Schweden: Einzelmeisterschaft                         | Damendoppel | 1     | Lim Xiaoqing / Christine Magnusson (BK Aura / Täby BMF)                                       |
| 1994          | Europameisterschaft                                   | Mannschaft  | 1     | Schweden (Olsson, Johansson, Christine Magnusson, Catrine Bengtsson, Magnusson, Lim Xiaoqing) |
| 1994          | Europameisterschaft                                   | Dameneinzel | 3     | Christine Magnusson                                                                           |
| 1994          | Swiss Open                                            | Dameneinzel | 3     | Christine Magnuson                                                                            |
| 1994          | Europameisterschaft                                   | Damendoppel | 1     | Christine Magnusson / Lim Xiaoqing                                                            |
| 1994          | Swiss Open                                            | Damendoppel | 3     | Christine Magnuson / Maria Bengtsson                                                          |
| 1994/1995     | Dänemark: Internationale Meisterschaften              | Damendoppel | 1     | Lim Xiaoqing / Christine Magnusson                                                            |
| 1996          | Europameisterschaft                                   | Dameneinzel | 3     | Christine Magnusson                                                                           |
| 1996          | Polnische Internationale Meisterschaften              | Damendoppel | 1     | Christine Magnusson / Marina Andrievskaia                                                     |